# ميشيل دي مونتين
ميشيل دي مونتين (بالفرنسية: Michel de Montaigne)‏ (28 فبراير 1523-13 سبتمبر 1592) أحد أكثر الكتاب الفرنسيين تأثيرًا في عصر النهضة الفرنسي. رائد المقالة الحديثة في أوروبا. وكان يقلد اليونانيين والكلاسيكيين في عادتهم في رصف الحكم والأمثال في ثوب مسجوع، وتأثر كثيراً بكتابات أرسطو، ولكنه تفرد بأسلوبه المرسل، وظهرت شخصيته بوضوح.
يشتهر ميشيل دي مونتين بمقالاته التي نُشرت في ثلاث مجلدات، ودرس الكثير من الادب اليوناني واللاتيني القديم، وشاء أن يفكر مشاهير زمانه في النسج على منوال بعض أبطال اليونان وروما في حياتهم. وكان من رجال حاشية الملك شارل التاسع ملك فرنسا ردحاً من الزمن.
كانت كتاباته الأولى خلاصة لفترة من العزلة فرضها مونتين على نفسه ليعيش حياة يرف عليها الهدوء وتخصبها القراءة. وكانت هذه الخلاصة انعكاسًا لعدة عوامل أثرت في هذه التجربة الذاتية لمونتين : كثقافته وعزلته وتأملاته وعنايته بالأدب عنايته بمشكلات عصره الفكرية والاجتماعية، فتداخلت هذه العوامل وظهر انعكاسها عندما بدأ مونتين الكتابة عام 1571.
مرت كتابات مونتين بمراحل تأثر فيها ببعض التيارات الأدبية إلى أن وصل مرحلة التطور التي أبدع فيها هذا الفن الجديد من الكتابة، أي فن المقالة، فكان له فضل الريادة فيه، حيث كانت سنة 1580 هي سنةَ ميلاد المقالة على يد مونتين بعد ما يقارب عشر سنوات، حيث جمع ما كتب في هذه السنوات وعدته أربع وتسعون مقالة، ونشرها في جزئين سماها محاولات، وكان في هذه المحاولات مغلّبًا للعنصر الشخصي على العناصر التي ترفده من قراءاته المختلفة، وكانت حديثًا عن تجاربه الخاصة مدعَّمًا ببعض الأقوال المأثورة والحكم التي تأتي دون قصد، وكانت فيضا من التأملات العميقة والتجارب الشخصية الصادقة؛ ولهذا عدَّ مونتين رائدًا لفن المقالة بعامة، ولنوع من أنواعها وهي المقالة الذاتية بخاصة، وبهذا نشأت نشأة ذاتية.

## سيرته الشخصية

### عائلته وطفولته وتعليمه
وُلِد مونتين في منطقة غوين (أكيتاين) الفرنسية، في ملكية العائلة شاتو دو مونتين في بلدة تُدعى الآن سان ميشيل دو مونتين، بالقرب من بوردو. كانت العائلة ثرية للغاية. جمع جده الأكبر، رامون فيليبي إيكيم، ثروته من خلال عمله تاجرًا للرنجة واشترى العقار في عام 1477، وبالتالي أصبح سيد مونتين. كان والده، بيير إيكيم، سيد مونتين، جنديًا كاثوليكيًا فرنسيًا في إيطاليا لفترة من الوقت وكان أيضًا عمدة بوردو.
على الرغم من وجود العديد من العائلات التي تحمل لقب «إيكيوم» في غوين، يُعتقد أن عائلة والده كانت ذات درجة ما من أصول مارانو (يهودية إسبانية وبرتغالية)، بينما كانت والدته، أنطوانيت لوبيز دي فيلانوفا، متحولة إلى البروتستانتية. كان جده والد أمه، بيدرو لوبيز، من سرقسطة، من عائلة مارانو (يهودية سفاردية) ثرية، تحولت إلى الكاثوليكية. كانت جدته والدة أمه، أونوريت دوبوي، من عائلة كاثوليكية في جاسكوني، فرنسا.
خلال جزء كبير من حياة مونتاني، عاشت والدته بالقرب منه، كما أنه تُوفي قبلها؛ ولكن لم يُذكَر اسمها إلا مرتين في مقالاته. مع ذلك، غالبًا ما يتأمل مونتاني في علاقته بوالده ويناقشها في مقالاته.
بدأ تعليم مونتاني في طفولته المبكرة، وتبع خطة تربوية وضعها والده، وصقلها بناءً على نصيحة أصدقائه من أصحاب المذهب الإنساني. بعد ولادته بفترة وجيزة، انتقل مونتاني إلى كوخ صغير، حيث عاش السنوات الثلاث الأولى من حياته في صحبة أسرة فلاحية بمفردها، وذلك وفقًا لمونتاني الأب، «لتقريب الصبي من الناس، وظروف حياة الناس الذين يحتاجون إلى مساعدتنا». بعد هذه السنوات الأولى من التقشف، أعيد مونتاني إلى القصر.
كان من بين الأهداف الأخرى أن تصبح اللاتينية لغته الأولى. أوكلت مهمة التعليم الفكري لمونتين إلى معلم ألماني (طبيب يُدعى هورستانوس، لم يكن يجيد التحدث بالفرنسية). لم يوظف والده سوى خدم يستطيعون التحدث باللاتينية، كما صدرت إليهم أوامر صارمة بالتحدث إلى الصبي باللغة اللاتينية. كانت القاعدة نفسها تنطبق على والدته ووالده وخدمه، الذين كانوا ملزمين باستخدام الكلمات اللاتينية التي يستخدمها هو فقط؛ وبالتالي اكتسبوا معرفة اللغة ذاتها التي علمه إياها معلمه. كان تعليم مونتاني باللاتينية مصحوبًا بتحفيز فكري وروحي مستمر. كان على دراية باللغة اليونانية من خلال طريقة تربوية تستخدم الألعاب والمحادثات وتمارين التأمل الانفرادي، بدلًا من الكتب الأكثر تقليدية.
ساهمت البيئة التي تربى فيها الصبي في نشوء روح «الحرية والبهجة» التي وصفها فيما بعد بأنها جعلته «يستمتع... بالواجب بإرادة غير مكرهة، تطوعًا.. دون أي صرامة أو إكراه». كان والده يطلب من موسيقي أن يوقظه كل صباح، وأن يعزف على آلة أو أخرى؛ وكان عازف القيثارة هو الرفيق الدائم لمونتين ومعلمه، إذ كان يعزف له ألحانًا لتخفيف الملل والتعب.
في عام 1539 تقريبًا، أُرسِل مونتاني للدراسة في مدرسة داخلية مرموقة في بوردو، كلية غوين، تحت إشراف أعظم عالم لاتيني في ذلك العصر، جورج بوكانان، حيث أتقن المنهج الدراسي بالكامل في سنته الثالثة عشرة. أنهى المرحلة الأولى من دراسته التعليمية في كلية غوين عام 1546. ثم بدأ دراسة القانون (لا تزال جامعته الأم غير معروفة، حيث لا توجد معلومات مؤكدة حول حياته بين عامي 1546 و1557) وبدأ مهنته في النظام القانوني المحلي.

## أعماله
مونتين، بعد طلب من أبيه، بدأ العمل على أول ترجمة له لكتاب كتبه رجل الدين الكاتالاني ريموند سوبوند، والذي عنوانه اللاهوت الطبيعي.

## روابط خارجية
- ميشيل دي مونتين على موقع الموسوعة البريطانية (الإنجليزية)
- ميشيل دي مونتين على موقع ميوزك برينز (الإنجليزية)
- ميشيل دي مونتين على موقع إن إن دي بي (الإنجليزية)
- ميشيل دي مونتين على موقع ديسكوغز (الإنجليزية)